# Bublák

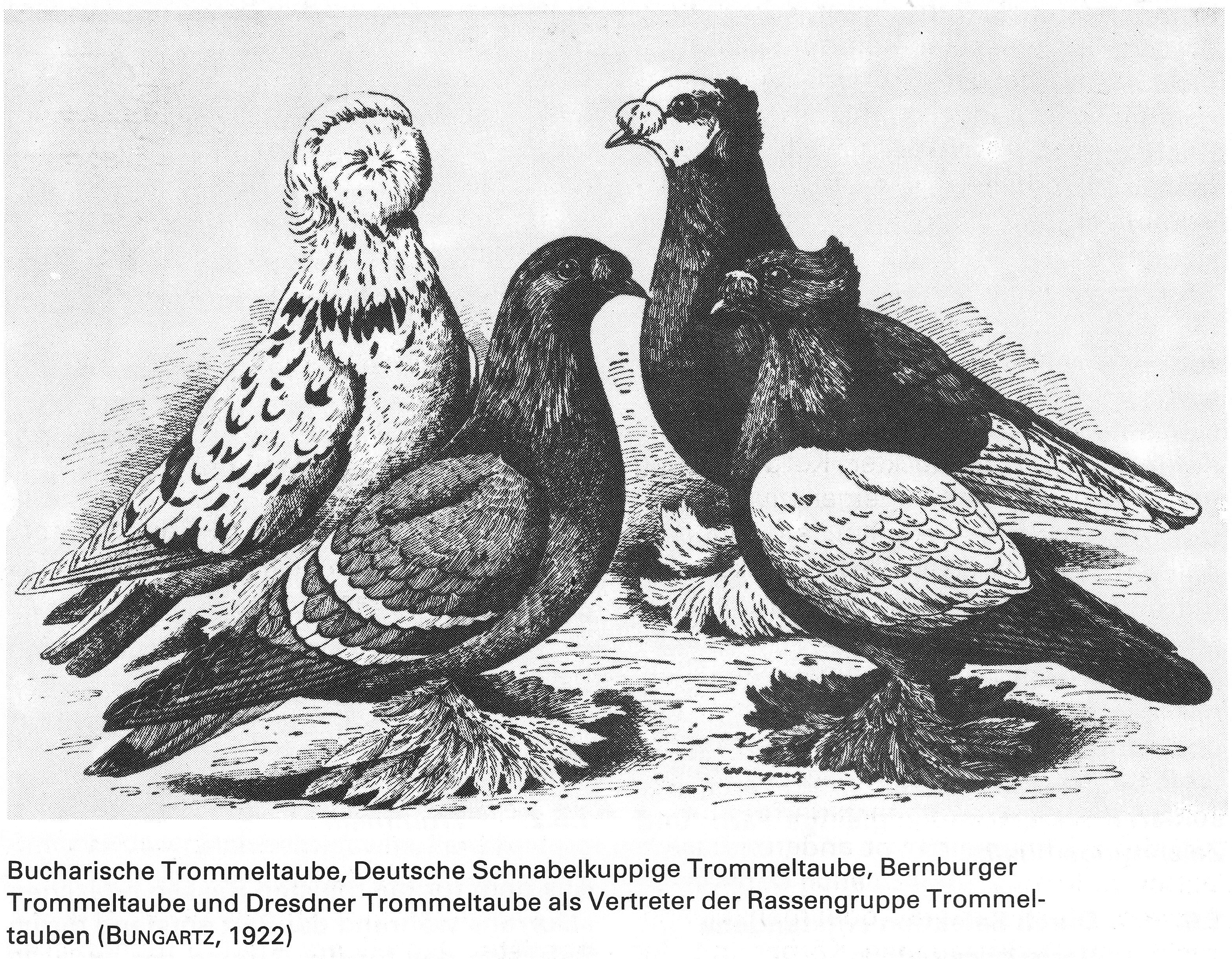
Někteří zástupci bubláků: vlevo bucharský bublák a německý jednovrkočatý bublák, vpravo benrburský a drážďanský bublák

Bublák je plemeno holuba domácího, vyznačující se specifickým hlasovým projevem, bubláním. Vzniklo modifikací vrkání holubů v dlouhotrvající zvuk, který připomíná zurčení potoka, zvonění zvonů nebo bubnování. Plemenná skupina bubláků je v českém vzorníku považována za podskupinu barevných holubů, v seznamu plemen EE je samostatnou skupinou plemen a je jí vyhrazena číselná řada 0500. Některé jiné systémy je řadí mezi okrasná plemena.
Bubláci jsou nepočetnou, avšak díky typickému znaku vyhraněnou skupinou. Původní pravlastí všech bubláků je Orient. Zde se už v minulosti bubláci rozdělili na dvě skupiny, u jedné se důraz kladl na rozvoj bublání, ale po stránce vzhledu zůstali tito ptáci podobní polním holubům, u druhé se rozvíjely pernaté ozdoby, jako jsou chocholky a vrkoče na hlavě a rousy. Po průniku bubláků do Evropy se jejich chov rozšířil především v Německu. Mezi bubláky náleží též jedno české národní plemeno, český bublák.
Bubláci patří mezi holubi tzv. polního typu, velikostí ani tvarem těla se příliš neodlišují od divokého holuba skalního. Nejčastější jsou bubláci jednobarevní, z kresebných rázů pak běloštítní a kresba tygrů. Přestože se řadí mezi barevné holuby, spíše než barevnost opeření se u nich často klade velký důraz na dokonalost a bohatost pernatých ozdob. Většina plemen bubláků je totiž rousných a má na hlavě jeden nebo dva vrkoče. Vrkoče bubláků jsou dvojího typu: zadní vrkoč je vlastně různě utvářená lasturovitá chocholka, přední vrkoč je nejčastěji tvořený čelní růžicí, ve které se peří otáčí směrem dopředu a zakrývá ozobí nebo i oči ptáka.
Bublání je geneticky zakódovaná vlastnost. Často začíná krátkým zavrkáním, ale pokračuje dlouhotrvajícím melodickým zvukem, který je tvořen splývajícími slabikami glo-glo-glo, au-au-au, on-on-on, či vak-vak-vak připomínající skřehotání žáby a podobně. Samci bublají výrazněji než holubice. Bubláci bublají především na jaře a v období hnízdění, ve větších chovech se bublání ozývá i při měsíčných nocích a dobrý bublák bublá i uzavřený v sáčku.

## Plemena bubláků

### Hladkonozí bubláci
Mezi hladkonohé bubláky patří tzv. polní bubláci, kteří nemají žádné pernaté ozdoby a vzhledem se prakticky se neliší od holuba skalního. Důraz je kladený jen na dokonalé a dlouhotrvající bublání. Nejrozšířenějším polním bublákem je bublák altenburský. Dalším takovým bublákem je arabský bublák. Francký bublák je již exteriérově složitější, je dvouvrkočatý.

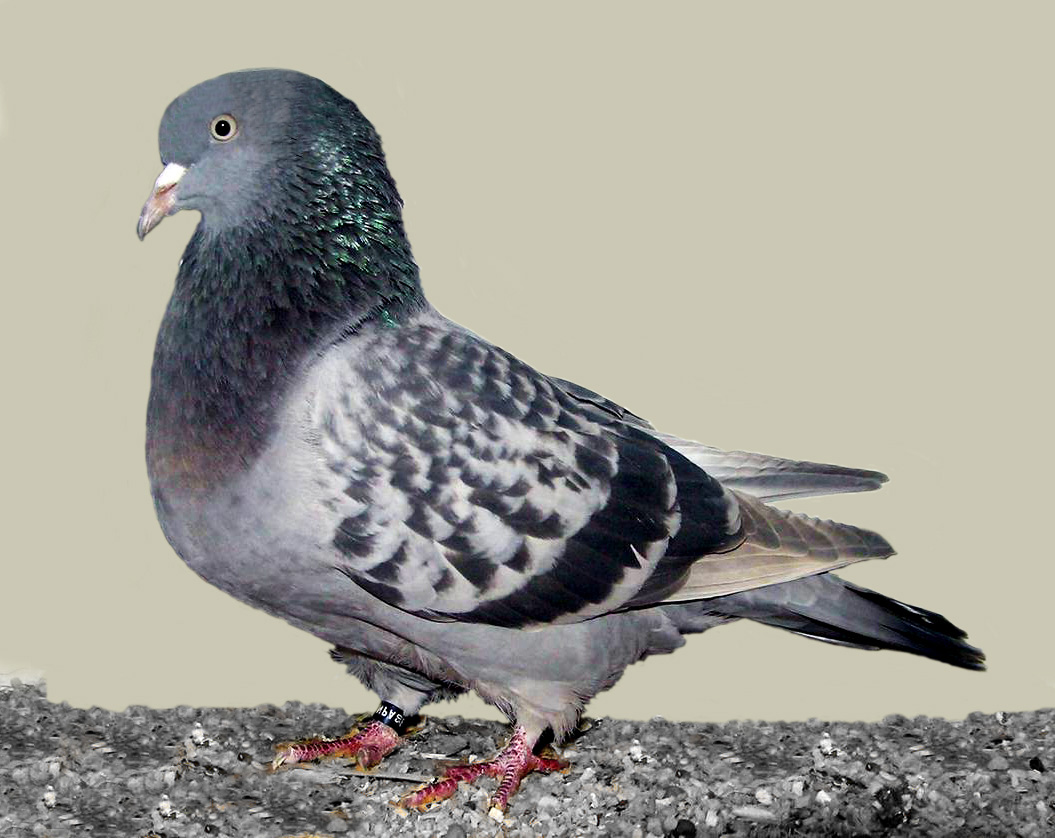
Altenburský bublák modrý kapratý
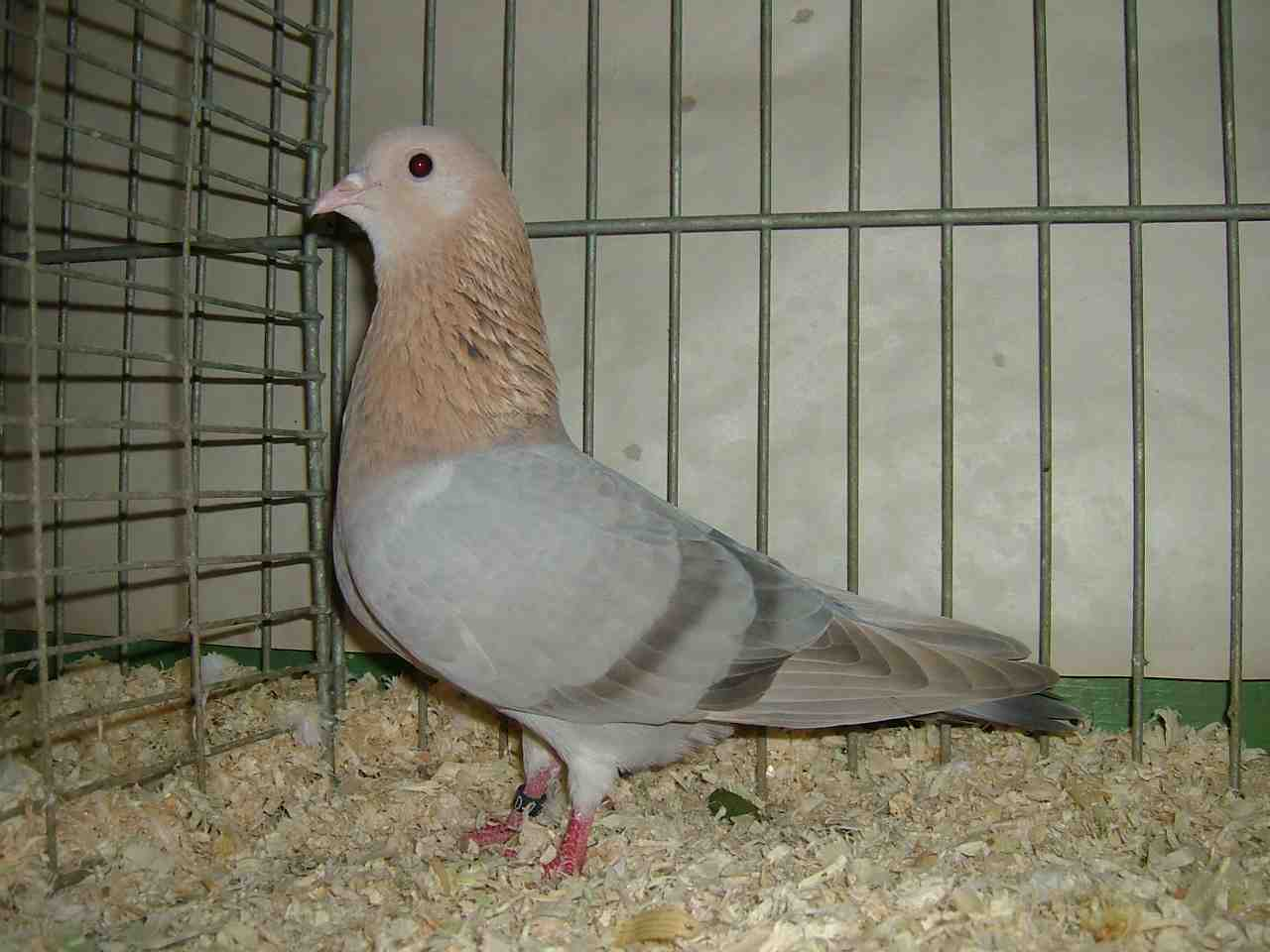
Arabský bublák žlutě atlasový
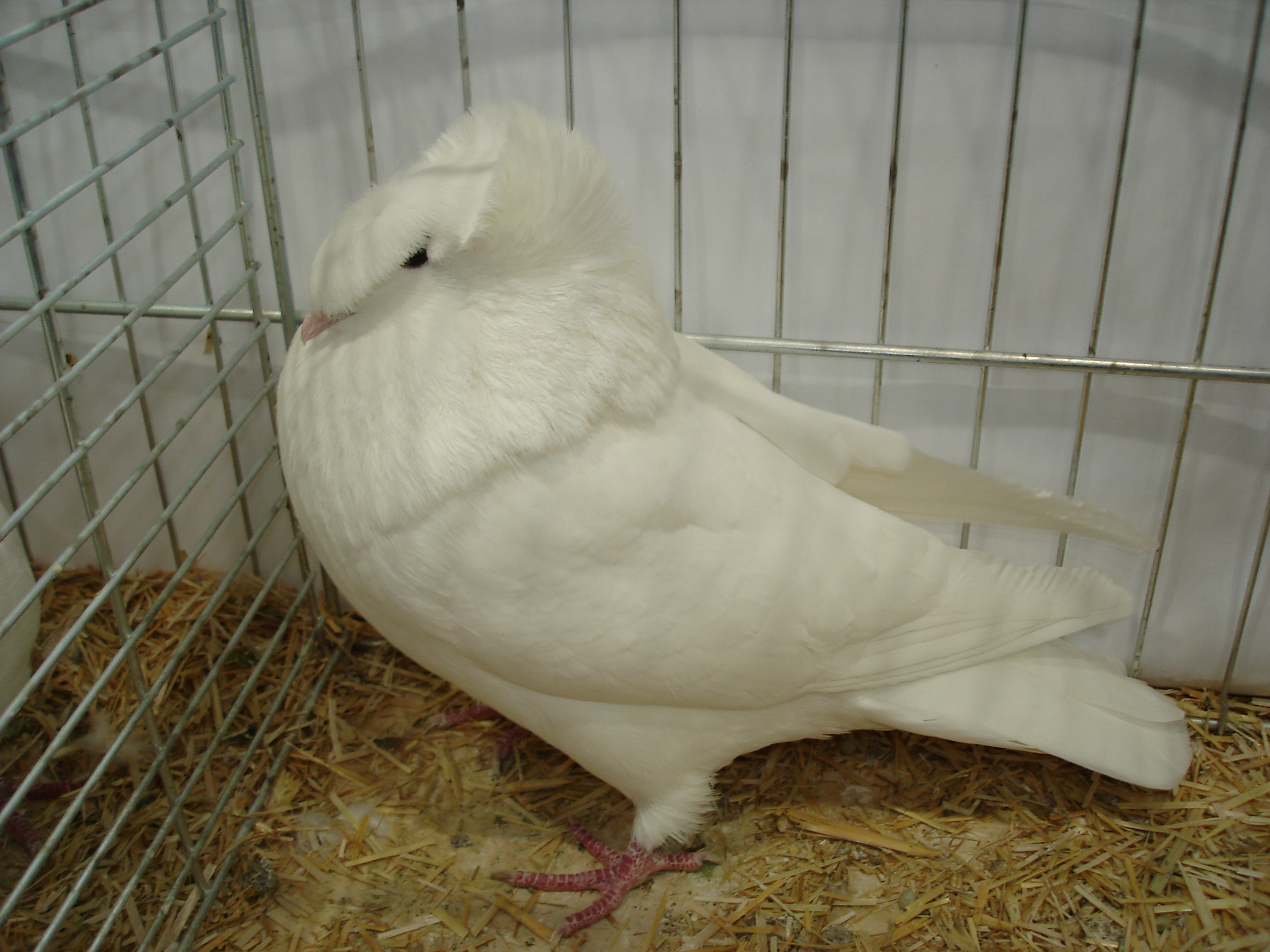
Francký bublák bílý

### Punčoškatí bubláci

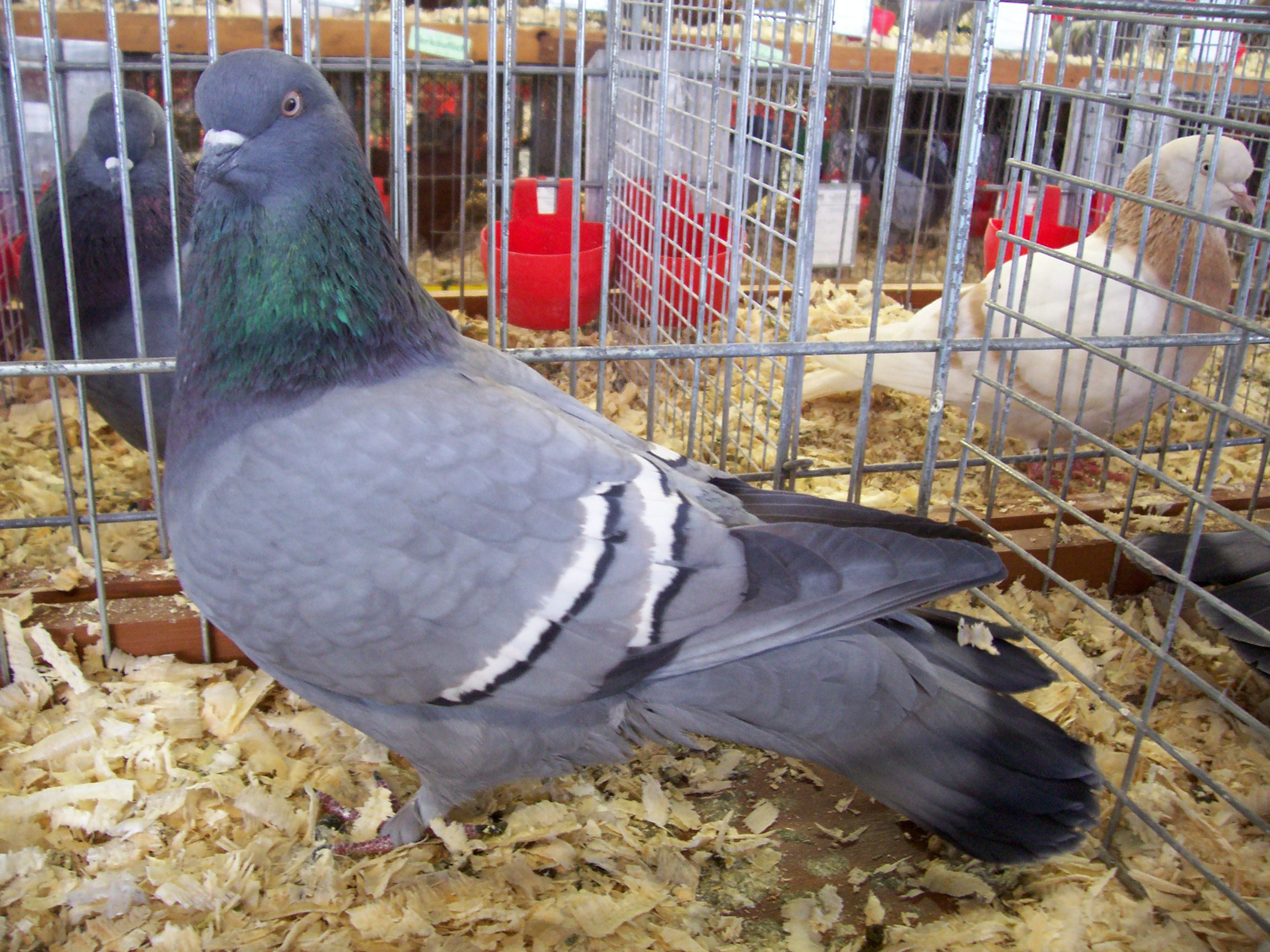
Šmelnský bublák modrý bělopruhý

U punčoškatých bubláků jsou běháky opeřené, ale toto peří je krátké, netvoří rous, ale jen punčošky nepřesahující prsty. Punčoškatým bublákem je šmelnský bublák. Tento holub je hladkohlavý, nemá žádné vrkoče ani chocholku, má však má rozdvojený, vidličnatý ocas.

### Rousní bubláci
Rousní bubláci jsou nejpočetnější skupinou. Nejprošlechtěnější a exteriérově nejdokonalejší je bucharský bublák. Je to plemeno vyznačující se rozvolněným, hedvábným peřím a čelní růžicí, která zakrývá obě oči. Chocholka a rousy jsou mohutně vyvinuté. Dalším zástupcem je dvojvrkočatý rousný bublák, který se rozpadá na řadu velmi podobných národních plemen. Mezi tyto ptáky patří především anglický bublák, dále německý dvojvrkočatý bublák a bublák český. Jednovrkočatý bublák je podobný, ale chybí mu chocholka, má jen přední vrkoč. Stejně jako dvojvrkočatý bublák vytváří i jednovrkočatý jednotlivá, těžce odlišitelná místní plemena, jako je německý jednovrkočatý bublák a bublák fogtlandský.

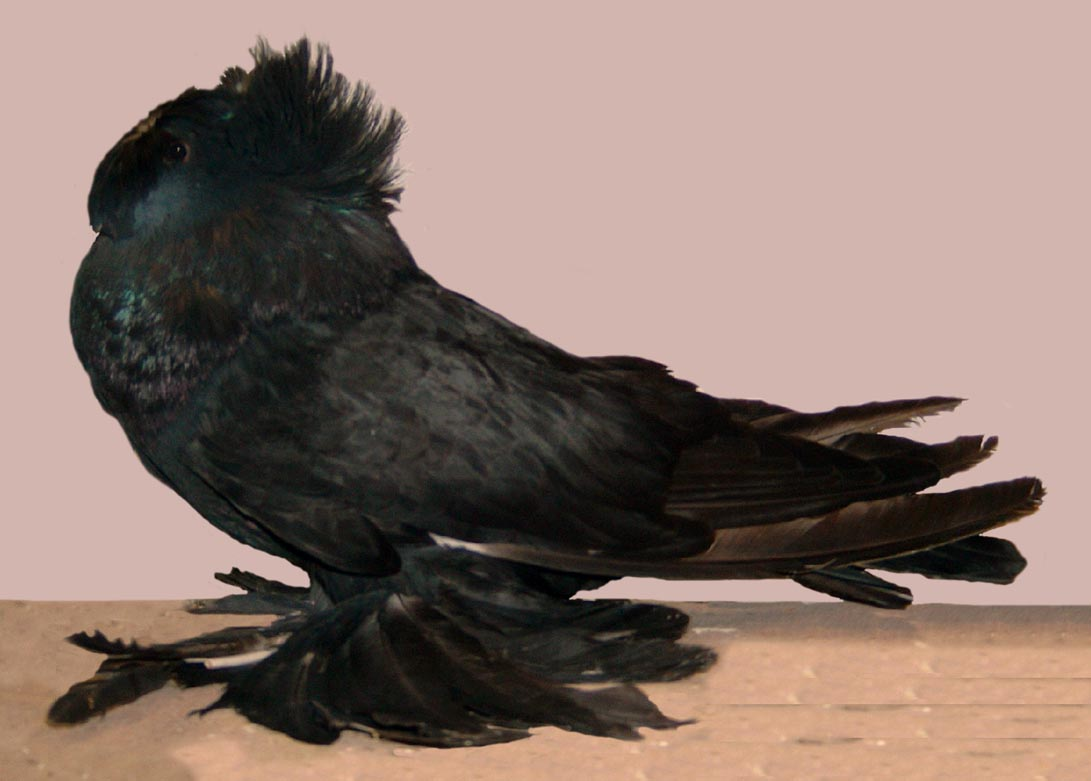
Bucharský bublák celobarevný černý
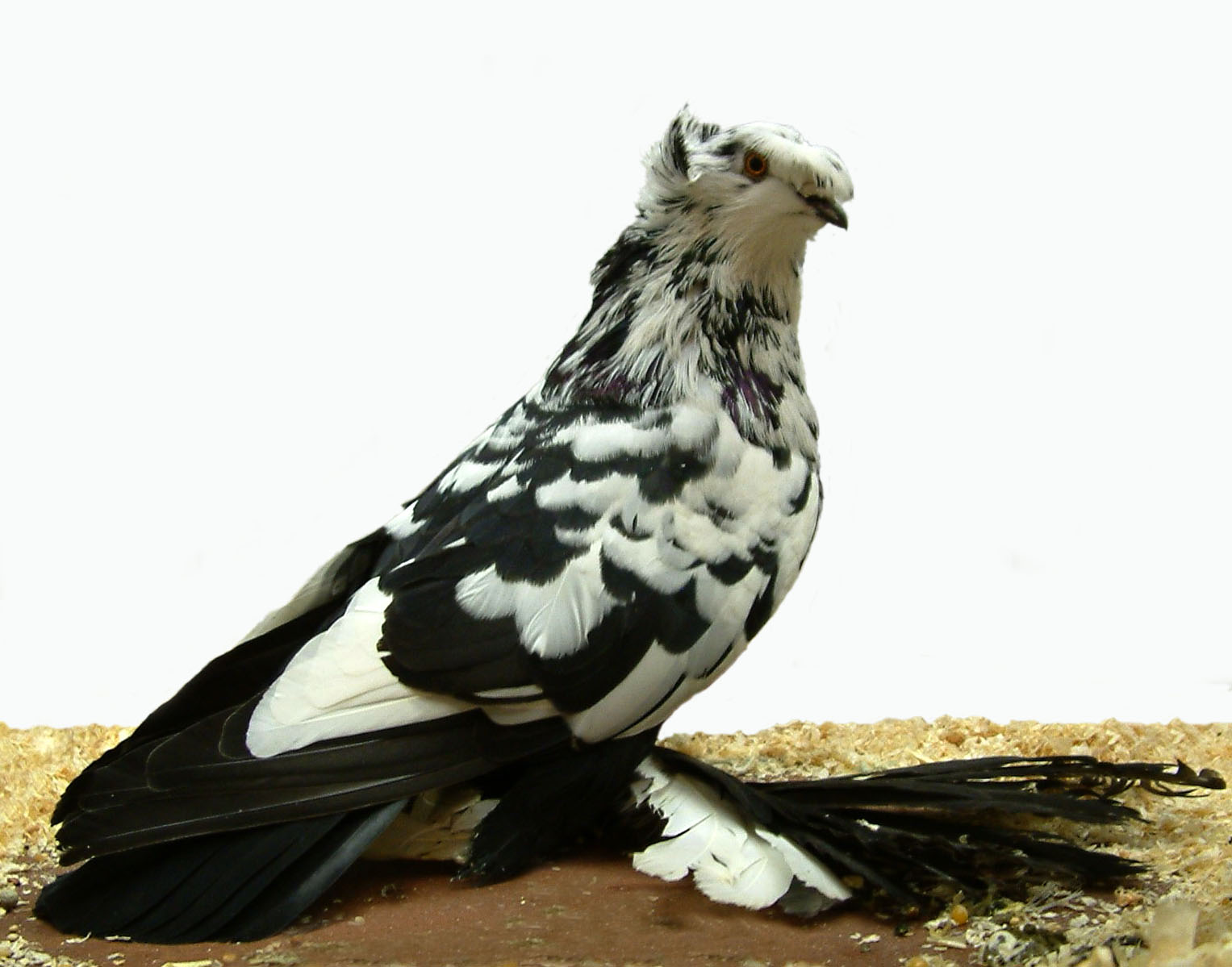
Německý dvojvrkočatý bublák černý tygr
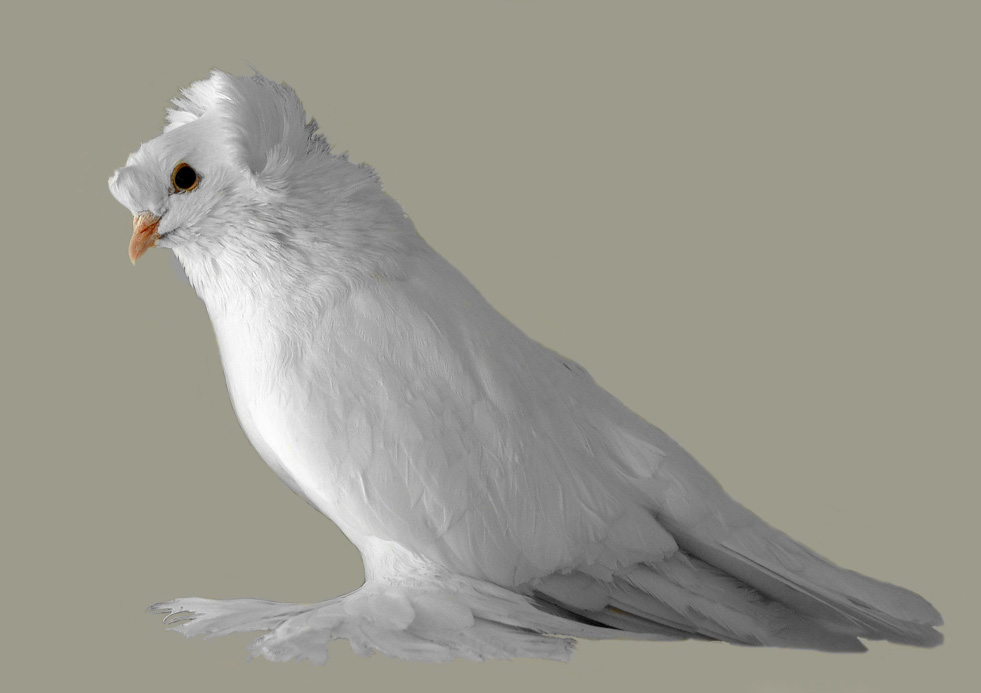
Anglický bublák bílý

## Seznam plemen bubláků uznaných EE

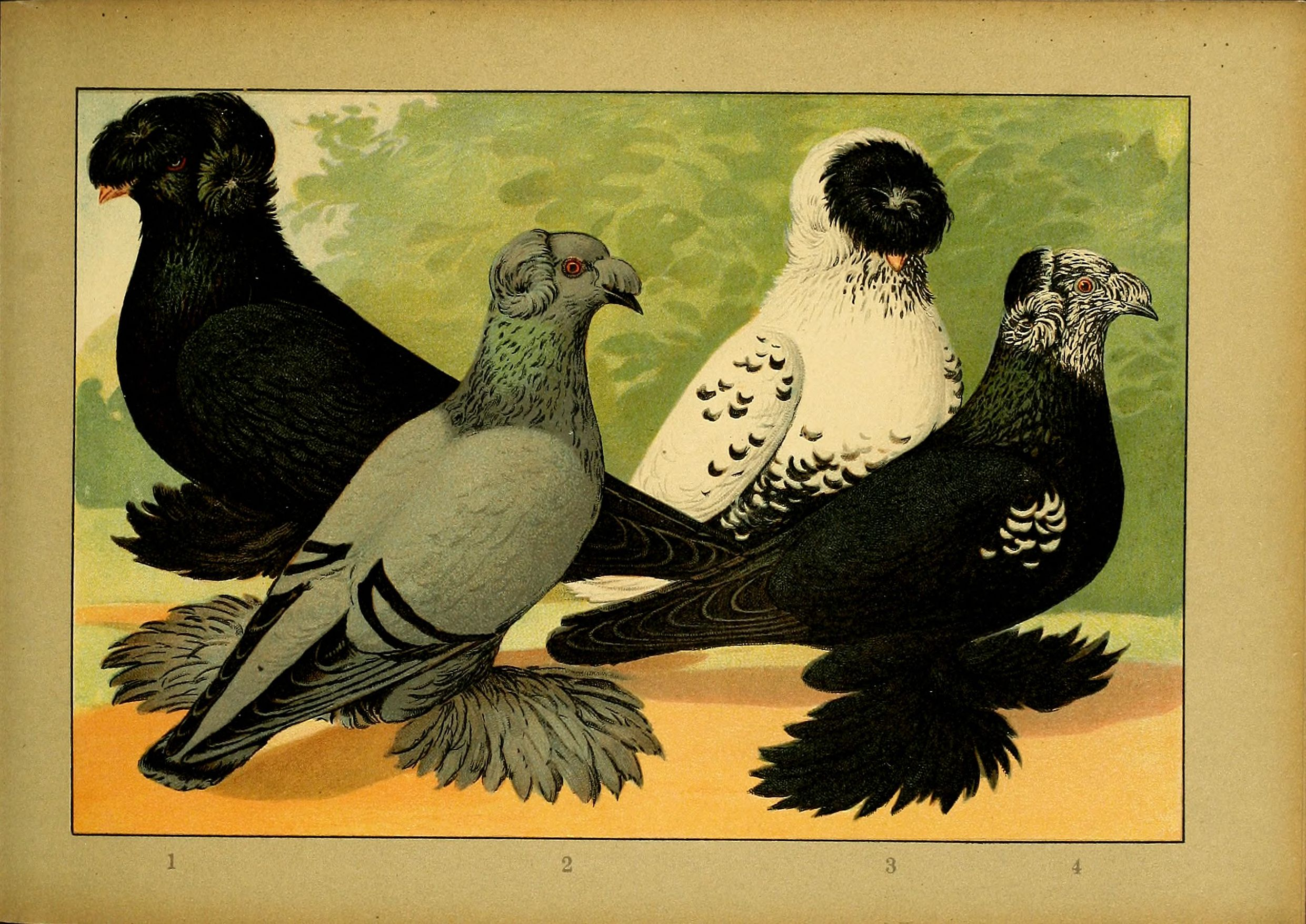
1 a 3: Bucharský bublák
2 a 4: Německý dvojvrkočatý bublák

| číslo EE | název plemene                  | země původu    |
| -------- | ------------------------------ | -------------- |
| 0501     | Bucharský bublák               | Velká Británie |
| 0502     | Německý dvojvrkočatý bublák    | Německo        |
| 0503     | Německý jednovrkočatý bublák   | Německo        |
| 0504     | Bernburský bublák              | Německo        |
| 0505     | Drážďanský bublák              | Německo        |
| 0506     | Harzburský bublák              | Německo        |
| 0507     | Vogtlandský bublák             | Německo        |
| 0508     | Anglický bublák                | Anglie         |
| 0509     | Německý vidličnatoocasý bublák | Německo        |
| 0511     | Šmelnský bublák                | Německo        |
| 0512     | Francký bublák                 | Německo        |
| 0513     | Altenburský bublák             | Německo        |
| 0514     | Arabský bublák                 | Německo        |
| 0516     | Český bublák                   | Česko          |